# Kochummenia
Kochummenia là một chi thực vật có hoa trong họ Thiến thảo (Rubiaceae).

## Loài
Chi Kochummenia gồm các loài: